# 莱蒙迪鲁穆瓦
莱蒙迪鲁穆瓦（法語：Les Monts du Roumois，法語發音：[le mɔ̃ dy ʁumwa]）是法国厄尔省的一个市镇，位于该省北部偏西，属于贝尔奈区。

## 地名
“莱蒙迪鲁穆瓦”（Les Monts du Roumois）一名在法语中意为“鲁穆瓦的众山”。

## 历史
莱蒙迪鲁穆瓦成立于2017年1月1日，由以下3个市镇合并而成：
- 鲁穆瓦地区贝维尔（Berville-en-Roumois）
- 博盖拉尔-德马库维尔（Bosguérard-de-Marcouville）
- 勒格罗泰伊附近乌尔贝克（Houlbec-près-le-Gros-Theil）

其中鲁穆瓦地区贝维尔为政府驻地。

## 地理
莱蒙迪鲁穆瓦（49°17'48"N, 0°49'24"E）面积23.81 平方千米，位于法国诺曼底大区厄尔省，该省份为法国北部内陆省份，北起滨海塞纳省，西接奧恩省和卡爾瓦多斯省，南至厄尔-卢瓦省，东临瓦兹省、瓦兹河谷省和伊夫林省。
与莱蒙迪鲁穆瓦接壤的市镇（或旧市镇、城区）包括：大布特鲁尔德、圣皮埃尔-迪博盖拉尔、拉艾迪泰伊、勒博斯克迪泰伊、圣埃卢瓦德富尔克、圣但尼德蒙、泰努维尔、鲁穆瓦地区弗朗库尔克雷西。
莱蒙迪鲁穆瓦的时区为UTC+01:00、UTC+02:00（夏令时）。

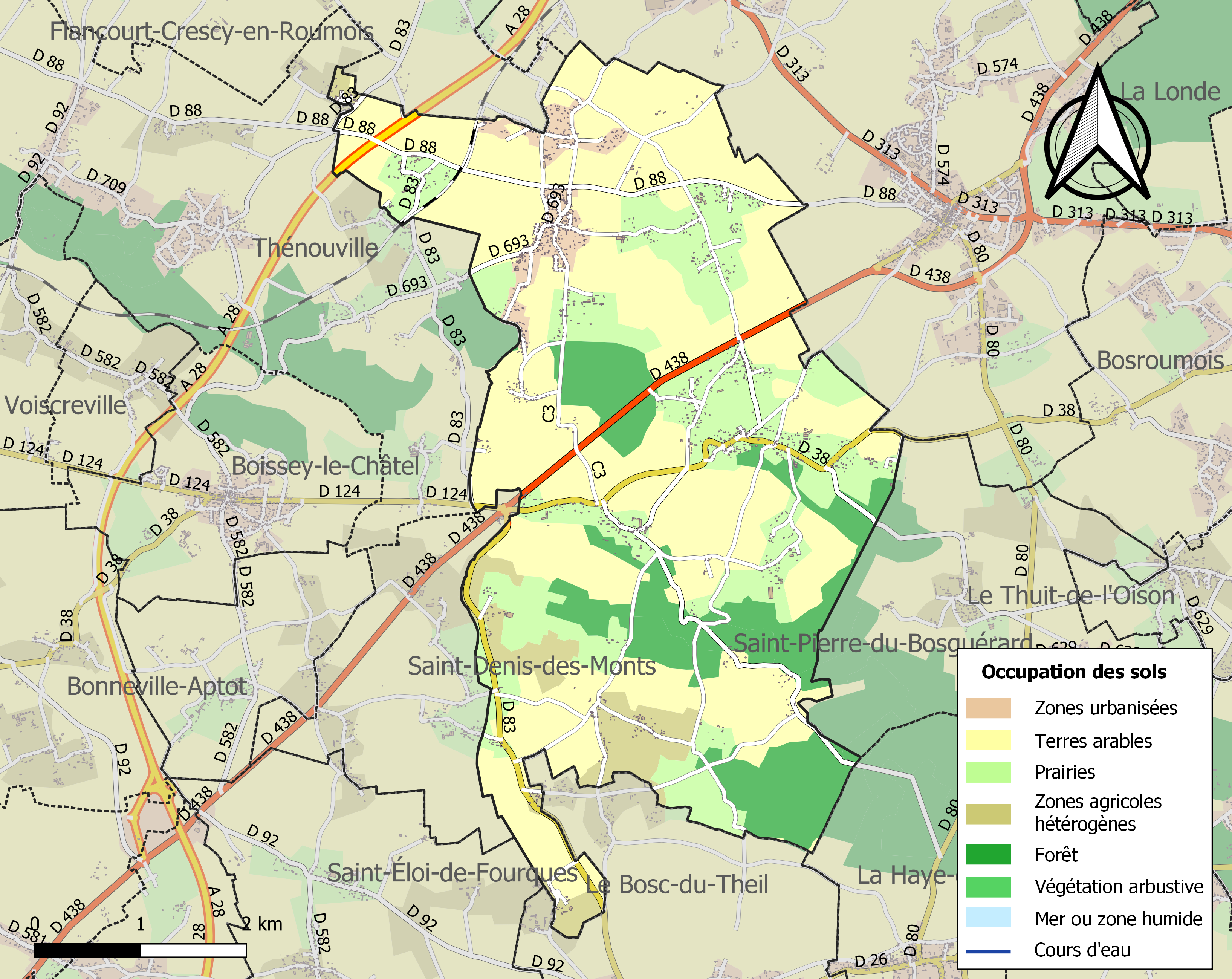
莱蒙迪鲁穆瓦的OSM定位图

## 行政
莱蒙迪鲁穆瓦的邮政编码为27520，INSEE市镇编码为27062。

## 政治
莱蒙迪鲁穆瓦所属的省级选区为大布特鲁尔德县。

## 人口
莱蒙迪鲁穆瓦于2022年1月1日时的人口数量为1609人。